# 이제훈
이제훈(1984년 7월 4일 ~ )은 대한민국의 배우이다.

## 생애 및 경력
이제훈은 서울에서 태어나 6살 때부터 의정부시에서 살았다.
연극영화과에 가고 싶었으나 부모님의 반대로 공대에 진학하였다. 이후 대학로에서 연기를 배우다가 2008년 한국예술종합학교 연극원 연기과에 입학했다.
이후 단편영화와 독립영화계에서 연기를 펼치다 2011년 《파수꾼》과 《고지전》 두 작품으로 자신의 존재를 충무로에 각인시키며 신인상 6관왕에 올랐다. 곧바로 2012년 영화 《건축학개론》에서 풋풋한 첫사랑 연기로 큰 인기를 끌었다. 이후 입대하여 2014년까지 서울지방경찰청에서 의무경찰로 복무했다.
제대 후 2015년 드라마 《비밀의 문》을 통해 복귀했고, SBS 연기대상에서 최우수상을 받았다. 2016년 영화 복귀작인 《탐정 홍길동: 사라진 마을》이 개봉, 드라마 히트작 《시그널》에서 박해영 경위로 열연하였다. 그리고 2017년 영화 《박열》, 《아이 캔 스피크》가 큰 흥행을 하였다.
2019년 영화 제작사 <하드컷>을 설립하였다. 이후 2021년 연예 기획사 <컴퍼니온>을 설립하였다.
2021년 SBS드라마 금토드라마 《모범택시》, 넷플릭스 드라마 《무브 투 헤븐: 나는 유품정리사입니다》에 출연하였다. 2023년 드라마 《모범택시 2》로 SBS 연기대상에서 대상을 수상하였다. 
2024년 MBC 금토드라마 《수사반장 1958》에 출연하였고, 7월 영화 《탈주》가 개봉하였다. 또한 유튜브채널 <제훈씨네>를 개설하여 전국의 독립영화관과 독립영화 소개를 하고 있다.
2025년 JTBC 토일드라마 《협상의 기술》에서 M&A 전문가로 열연을 하였고, 5월 영화 《소주전쟁》이 개봉하였다. 현재 드라마 《모범택시 3》, 《두 번째 시그널》을 준비 중이다.

## 학력
- 가능초등학교 졸업
- 의정부중학교 졸업
- 송현고등학교 졸업
- 고려대학교 생명정보공학과 중퇴
- 한국예술종합학교 연극원 연기과 중퇴

## 출연 작품

### 독립영화
- 2006년 단편 《진실, 리트머스》 ... 신우 역
- 2007년 단편 《Placebo》
- 2007년 단편 《Kiss Kiss KIss》 ... 선욱 역
- 2007년 단편 《평화의 땅》
- 2007년 단편 《영화처럼 사랑해도 되나요》 ... 제훈 역
- 2007년 단편 《밤은 그들만의 시간》 ... 신이병 역
- 2008년 단편 《담배 피우기 좋은 날》 ... 은호 역
- 2008년 단편 《아, 맨》 ... 히어로 역
- 2008년 단편 《숭고한 방학》 ... 강영운 역
- 2009년 단편 《언어생활》 ... 경민 역
- 2009년 단편 《겨울이 온다》 ... 제훈 역
- 2009년 장편 《약탈자들》 ... 어린 상태 역
- 2009년 단편 《친구사이?》 ... 이석 역
- 2010년 단편 《귀》 ... 김세영 역
- 2010년 단편 《몰디브 환상특급》 ... 조은석 역
- 2010년 단편 《인플루언스》 ... 순종 역
- 2010년 단편 《나의 플래시 속으로 들어온 개》 ... 아들/젊은 남자역
- 2010년 단편 《미쓰 커뮤니케이션》 ... 남자 북 디자이너 역
- 2011년 장편 《파수꾼》 ... 권기태 역

### 다큐영화
- 2018년 영화 《지구: 놀라운 하루》... (내레이션)
- 2021년 영화 《로그 인 벨지움》 ... 이제훈 역 (우정출연)
- 2022년 영화 《어나더 레코드: 이제훈》 ... 이제훈 역 (Seezn개봉)

### 상업영화
- 2010년 영화 《방자전》 ... 한복장이 역
- 2010년 영화 《김종욱 찾기》 ... 우형 역
- 2011년 영화 《고지전》 ... 신일영 역
- 2012년 영화 《건축학개론》 ... 과거 이승민 역
- 2012년 영화 《점쟁이들》 ... 박석현 역
- 2013년 영화 《분노의 윤리학》 ... 김정훈 역
- 2013년 영화 《파파로티》 ... 이장호 역
- 2016년 영화 《탐정 홍길동: 사라진 마을》 ... 홍길동 역
- 2017년 영화 《박열》 ... 박열 역
- 2017년 영화 《아이 캔 스피크》 ... 박민재 역
- 2020년 영화 《사냥의 시간》 ... 박준석 역 (Netflix개봉)
- 2020년 영화 《도굴》 ... 강동구 역
- 2023년 영화 《노량: 죽음의 바다》 ... 광해군 역 (특별 출연)
- 2024년 영화 《탈주》 ... 임규남 역
- 2025년 영화 《소주전쟁》 ... 최인범 역

### 드라마
- 2010년 SBS 일일드라마 《세 자매》 ... 김은국 역
- 2012년 SBS 월화드라마 《패션왕》 ... 정재혁 역
- 2014년 SBS 월화드라마 《비밀의 문: 의궤 살인 사건》 ... 정조 이선 역
- 2016년 tvN 금토드라마 《시그널》 ... 박해영 역
- 2017년 tvN 금토드라마 《내일 그대와》 ... 유소준 역
- 2018년 SBS 월화드라마 《여우각시별》 ... 이수연 역
- 2020년 SBS 금토드라마 《스토브리그》 ... 이제훈 역 (특별 출연)
- 2021년 SBS 금토드라마 《모범택시》 ... 김도기 역
- 2021년 Netflix 오리지널 드라마 《무브 투 헤븐: 나는 유품정리사입니다》 ... 조상구 역
- 2022년 SBS 금토드라마 《천원짜리 변호사》 ... 이제훈 역 (특별 출연)
- 2023년 SBS 금토드라마 《모범택시 시즌2》 ... 김도기 역
- 2023년 Disney+ 오리지널 드라마 《카지노》 ... 장준 역 (특별 출연)
- 2024년 MBC 금토드라마 《수사반장 1958》 ... 박영한 역
- 2025년 JTBC 토일드라마 《협상의 기술》 ... 윤주노 역
- 2025년 SBS 금토드라마 《모범택시 3》 ... 김도기 역
- 2026년 tvN 토일드라마 《두 번째 시그널》 ... 박해영 역

### 공연
| 연도        | 분류       | 제목                      | 역할      | 비고 |
| ----------- | ---------- | ------------------------- | --------- | ---- |
| 2005        | 연극       | 바다제비                  | 사공 역   |      |
| 2006        | 뮤지컬     | 인생은 아름다워           | 아들 역   |      |
| 2007        | 뮤지컬     | 오디션                    | 마리오 역 |      |
| 2012 - 2013 | 뮤지컬     | 폴리스2                   | 잭 역     |      |
| 2024        | 토크콘서트 | 콘썰트 필모톡 with 이제훈 |           |      |

### 음반
| 연도 | 앨범범                | 제목             | 비고 |
| ---- | --------------------- | ---------------- | ---- |
| 2012 | 드라마 《패션왕》 OST | 사랑은 이렇게    |      |
| 2013 | 영화 《파파로티》 OST | 행복을 주는 사람 |      |

### 뮤직 비디오
| 연도 | 가수                                      | 제목                 | 비고 |
| ---- | ----------------------------------------- | -------------------- | ---- |
| 2008 | 올드피쉬                                  | 그렇게 잘못했던 날   |      |
| 2012 | 효린                                      | 널 사랑하겠어        |      |
| 2015 | 브라운 아이드 소울                        | HOME                 |      |
| 2019 | 크러쉬                                    | With You             |      |
| 2020 | 코드 쿤스트, 잔나비 최정훈, 사이먼 도미닉 | 사라진 모든 것들에게 |      |
| 2021 | 이하이                                    | ONLY                 |      |
| 2021 | 어반자카파                                | 모르겠어             |      |

## 방송 활동

### 텔레비전 프로그램
| 연도 | 방송사     | 제목                                       | 역할      | 비고                         |
| ---- | ---------- | ------------------------------------------ | --------- | ---------------------------- |
| 2012 | KBS2       | 해피투게더 시즌3                           |           | 9월 27일 (266회)             |
| 2012 | MBC        | 일밤 - 승부의 신                           |           | 9월 30일, 10월 7일 (7-8회)   |
| 2015 | MBC        | LOVE 챌린지 2015                           | 출연자    |                              |
| 2016 | MBC        | LOVE 챌린지 시즌2                          | 출연자    |                              |
| 2016 | KBS2       | 해피투게더 시즌3                           |           | 5월 5일 (447회)              |
| 2016 | SBS        | 런닝맨                                     |           | 5월 8일 (298회)              |
| 2016 | JTBC       | 냉장고를 부탁해                            |           | 5월 9일, 5월 16일 (78-79회)  |
| 2016 | MBC        | 무한도전                                   |           | 8월 27일                     |
| 2017 | tvN        | 쉘위워크                                   | 출연자    |                              |
| 2017 | tvN        | 삼시세끼 바다목장 편                       |           | 8월 18일 - 9월 1일 (3회-5회) |
| 2017 | tvN        | 삼시세끼 바다목장 편 : 감독판              |           | 10월 20일 (12회)             |
| 2019 | JTBC       | 트래블러                                   | 고정      | 4화 - 10화                   |
| 2020 | SBS        | 런닝맨                                     |           | 10월 25일                    |
| 2020 | SBS        | 미운우리새끼                               |           | 11월 1일                     |
| 2020 | KBS1       | TV쇼 진품명품                              |           | 11월 8일                     |
| 2021 | SBS        | 티키타카                                   |           | 4월 4일                      |
| 2021 | SBS        | 미운우리새끼                               | 스페셜 MC | 4월 11일                     |
| 2023 | SBS        | 모범택시 리턴즈 : 운행 재개 스페셜         | 출연자    | 2월 16일                     |
| 2023 | tvN        | 유 퀴즈 온 더 블럭                         |           | 4월 19일                     |
| 2023 | SBS        | 모범택시 웃음 대행 써-비스 무지개 운수대통 | 출연자    | 4월 21일                     |
| 2024 | MBC        | 놀면뭐하니?                                |           | 4월 6일, 4월 13일            |
| 2024 | MBC        | 다큐플렉스 : 돌아온 레전드 수사반장        | 출연자    |                              |
| 2024 | MBC every1 | LOVE 챌린지 2024                           | 출연자    | 4월 7일, 4월 14일            |
| 2024 | tvN        | 핀란드 셋방살이                            | 고정      |                              |
| 2025 | KBS1       | 아침마당                                   |           | 6월 3일                      |

### 웹예능
| 연도 | 방송사 | 제목                  | 역할 | 비고               |
| ---- | ------ | --------------------- | ---- | ------------------ |
| 2020 | 유튜브 | 자이언트 펭TV         |      | 3월 30일           |
| 2020 | 유튜브 | 문명특급              |      | 10월 22일          |
| 2020 | 유튜브 | 제시의 쇼터뷰         |      | 11월 12일          |
| 2021 | 유튜브 | 톡이나 할까?          |      | 4월 6일            |
| 2022 | 유튜브 | 튀르키예즈 온 더 블럭 |      | 8월 19일           |
| 2023 | 유튜브 | 침착맨                |      | 5월3일, 5월4일     |
| 2023 | 유튜브 | 낰낰                  |      | 8월 4일            |
| 2024 | 유튜브 | 라면꼰대5             |      | 4월 16일           |
| 2024 | 유튜브 | 핑계고                |      | 3월 30일, 6월 22일 |
| 2024 | 유튜브 | 빠더너스              |      | 4월 11일           |
| 2024 | 유튜브 | 살롱드립2             |      | 7월 2일            |
| 2025 | 유튜브 | 청계산댕이레코즈      |      | 3월 3일            |
| 2025 | 유튜브 | 혤'S 클럽             |      | 3월 7일            |
| 2025 | 유튜브 | 할명수                |      | 5월 9일            |
| 2025 | 유튜브 | 셰프 안성재           |      | 6월 4일            |

### 라디오 프로그램
| 연도 | 방송사     | 제목                  | 역할     | 비고                |
| ---- | ---------- | --------------------- | -------- | ------------------- |
| 2012 | SBS 러브FM | 김창열의 올드스쿨     |          | 9월 13일            |
| 2012 | MBC FM4U   | 푸른밤                |          | 9월 16일            |
| 2016 | MBC FM4U   | 두시의 데이트         |          | 5월 3일             |
| 2017 | SBS 파워FM | 씨네타운              |          | 6월 7일             |
| 2017 | SBS 파워FM | 두시탈출 컬투쇼       |          | 6월 19일            |
| 2017 | KBS 쿨FM   | 볼륨을 높여요         |          | 7월 3일             |
| 2017 | SBS 파워FM | 두시탈출 컬투쇼       |          | 9월 19일, 10월 17일 |
| 2020 | MBC FM4U   | 정오의 희망곡         |          | 2월 13일            |
| 2020 | SBS 파워FM | 두시탈출 컬투쇼       | 스페셜DJ | 2월 17일            |
| 2020 | NOW        | NOW.                  |          | 2월 17일, 2월 18일  |
| 2020 | SBS 파워FM | 두시탈출 컬투쇼       |          | 11월 3일            |
| 2020 | KBS 쿨FM   | 볼륨을 높여요         |          | 11월 5일            |
| 2020 | MBC FM4U   | 오늘아침 정지영입니다 |          | 11월 6일            |
| 2021 | SBS 파워FM | 두시탈출 컬투쇼       |          | 4월 8일, 5월 27일   |
| 2021 | NOW        | Orange tag            |          | 9월 29일            |
| 2023 | SBS 파워FM | 두시탈출 컬투쇼       |          | 2월 17일            |
| 2024 | MBC FM4U   | 정오의 희망곡         |          | 4월 18일            |
| 2024 | MBC FM4U   | 배철수의 음악캠프     |          | 6월 21일            |
| 2024 | SBS 파워FM | 황제성의 황제파워     |          | 7월 2일             |
| 2024 | 팟빵       | 무비랜드 라디오       |          | 10월 28일, 11월 4일 |
| 2025 | SBS 파워FM | 12시엔 주현영         |          | 2월 6일             |
| 2025 | MBC FM4U   | 브런치카페            |          | 3월 7일             |
| 2025 | SBS 파워FM | 12시엔 주현영         |          | 5월 9일             |

## 광고
| 연도          | 기업명             | 제품명                                                    | 종류                | 공동 출연            |
| ------------- | ------------------ | --------------------------------------------------------- | ------------------- | -------------------- |
| 2007          | 삼성그룹           | 《해피투게더, 고맙습니다》아버지에게 편                   | 기업광고            |                      |
| 2008          | NHN                | 《세상은 자란다, 마음을 전하다》마음을 전하다 편          | 기업광고            |                      |
| 2009          | 국가브랜드위원회   | 《배려하고 사랑받는 대한민국》                            | 공익광고            |                      |
| 2010          | 중앙선거관리위원회 | 《지방선거 투표로 말하세요》                              | 공익광고            |                      |
| 2010          | 현대자동차         | 《샤우팅 코리아》목청껏 터뜨려라 편, 태극전사들의 투혼 편 | 기업광고            |                      |
| 2011          | 삼성전자           | 《미러팝 MV800》사랑을 보다1                              | 카메라              | 한효주               |
| 2012          | 삼성전자           | 《미러팝 MV800》사랑을 보다2                              | 카메라              | 한효주               |
| 2012          | 삼성전자           | 《삼성스마트카메라 NX20》                                 | 카메라              | 한효주               |
| 2012          | 삼성전자           | 《삼성스마트카메라 NX1000》사랑을 보다3                   | 카메라              | 한효주               |
| 2012          | 하겐다즈           | 《Secret Moments》온라인 광고영상                         | 아이스크림          |                      |
| 2015          | 신한금융투자       | 《신한금융투자》고객수익률                                | 금융                | 권율                 |
| 2015 - (현재) | 옥스팜코리아       | 옥스팜 코리아 캠페인                                      | 캠페인              |                      |
| 2016          | KB국민카드         | 《KB국민 알파원 카드》모든 카드를 한 장으로               | 신용카드            |                      |
| 2017          | KB국민카드         | KB금융 리브메이트《알파원x72초 드라마》                   | 신용카드            |                      |
| 2017          | 한국캐논           | 《캐논 미러리스 EOS M6》                                  | 카메라              | 신민아               |
| 2017          | 쌤소나이트         | 《PERFECT PROTECT》광고 캠페인                            | 가방                | 조진웅               |
| 2017          | KB국민카드         | 《KB국민 알파원 카드》쓸 때마다 딱 Auto change            | 신용카드            | 강기둥, 표예진       |
| 2017          | (주)블랙야크       | 블랙야크                                                  | 아웃도어            | 솔빈                 |
| 2018          | (주)파크랜드       | 오스틴리드                                                | 남성복              |                      |
| 2018          | (주)와그트래블     | 와그(WAUG)                                                | 여행예약 플랫폼     |                      |
| 2019 ~ 2020   | 주식회사 홈에이스  | Henz                                                      | 주방가전            |                      |
| 2019          | 네이버 웹툰        | ‘네이버 시리즈에서 인생작을 만나다’ 브랜드 캠페인         | 웹툰, 웹소설 플랫폼 | 김윤석, 수애, 변요한 |
| 2020 ~ 2022   | 건강보험심사평가원 | 《영화배우 이제훈이 소개하는 심평원》세계 호평, 심평 편   | 공익광고            |                      |
| 2021          | 주식회사 트렌비    | 트렌비                                                    | 명품쇼핑 플랫폼     | 정려원               |
| 2021          | (주)진모빌리티     | 아이.엠(IM)                                               | 택시승차 플랫폼     |                      |
| 2021          | 동국제약(주)       | 판시딜                                                    | 탈모치료제          |                      |
| 2021          | 주식회사 샐럽애드  | 셀럽플러스                                                | 마켓팅 플랫폼       | 김사랑               |
| 2022          | (주)hy             | 발효홍삼 발휘                                             | 건강식품            |                      |
| 2022          | (주)한국GM         | 쉐보레 볼트 EUV                                           | 전기차              | 이동휘               |
| 2022          | (주)어댑트         | 오브제                                                    | 남성 화장품         |                      |
| 2022          | (주)멕시카나       | 멕시카나 치킨                                             | 치킨                |                      |
| 2022          | (주)LG유플러스     | 아이들나라                                                | 키즈전용 OTT        |                      |
| 2022          | 한국가스공사       | 에너지 절약 캠페인                                        | 공익광고            |                      |
| 2021 ~ (현재) | (주)금성침대       | 금성침대                                                  | 침대                |                      |
| 2021 ~ (현재) | (주)동문건설       | 동문 디 이스트                                            | 건설                |                      |
| 2021 ~ (현재) | (주)IBK기업은행    | IBK기업은행                                               | 금융                |                      |
| 2022 - (현재) | (주)신성통상       | 올젠                                                      | 캐주얼 의류         |                      |
| 2022 - 2023   | (주)한섬           | 리퀴드 퍼퓸바                                             | 향수                |                      |
| 2023          | 나이키코리아       | 지소연, 마술사 편                                         | 광고 캠페인         | 지소연, 이영표       |
| 2023          | 농심켈로그(주)     | 다크 초코 프로틴 딜라이트                                 | 식품                |                      |
| 2023 - (현재) | (주)케어원         | 케어원                                                    | 위생관리 서비스     |                      |
| 2023 - (현재) | (주)두드림         | 아이클타임                                                | 건강기능식품        |                      |
| 2024          | (주)오뚜기         | 진비빔면                                                  | 식품                |                      |
| 2024 - 2025   | (주)바나플에프엔비 | 바나프레소                                                | 커피 프렌차이즈     |                      |
| 2024 - (현재) | 드미드글로벌       | 르디퍼                                                    | 코스매틱            |                      |
| 2024 - (현재) | 클라이피           | 클라이피                                                  | 심리상담 플랫폼     |                      |
| 2024 - (현재) | (주)IBK기업은행    | I-Mileage 카드                                            | 신용카드            |                      |
| 2024 - (현재) | (주)IBK기업은행    | IBK 카드앱                                                | 카드앱 플랫폼       |                      |

## 진행
| 연도 | 행사명                       | 역할   | 비고                |
| ---- | ---------------------------- | ------ | ------------------- |
| 2012 | 제17회 부산국제영화제 폐막식 | 진행자 | with 방은진         |
| 2013 | 2013 전·의경 한마음 페스티벌 | 진행자 | with 유리           |
| 2018 | 2018 SBS 연기대상            | MC     | with 신혜선, 신동엽 |
| 2023 | 제28회 부산국제영화제 개막식 | 진행자 |                     |
| 2023 | 제31회 부일영화상            | 진행자 |                     |
| 2024 | 제45회 청룡영화상            | 진행자 | with 한지민         |

## 홍보대사
| 연도          | 기관               | 제목                                      | 비고 |
| ------------- | ------------------ | ----------------------------------------- | ---- |
| 2011          | 인디스페이스       | 인디스페이스 1기 홍보대사                 |      |
| 2012          | 영화진흥위원회     | 한중 수교 20주년 기념 한국영화제 홍보대사 |      |
| 2015 - (현재) | 옥스팜코리아       | 옥스팜코리아 홍보대사                     |      |
| 2016          | 경찰청             | 경찰청 인권 홍보대사                      |      |
| 2016          | 한국영화아카데미   | KAFA 十歲傳(십세전) 홍보대사              |      |
| 2017년        | 서울특별시         | 서울비엔날레 홍보대사                     |      |
| 2019 - (현재) | 인천공항공사       | 인천국제공항 명예홍보대사                 |      |
| 2019          | 국세청             | 국세청 홍보대사                           |      |
| 2020          | 건강보험심사평가원 | 건강보험심사평가원 홍보대사               |      |
| 2021          | 통계청             | 2020년 기준 경제총조사 홍보대사           |      |
| 2021          | 법무부             | 전국범죄피해자지원연합회 홍보대사         |      |

## 심사위원
| 일자 | 시상식                        | 역할         | 비고 |
| ---- | ----------------------------- | ------------ | ---- |
| 2012 | 제11회 미쟝센 단편 영화제     | 명예심사위원 |      |
| 2017 | 제16회 아시아나국제단편영화제 | 특별심사위원 |      |
| 2020 | 제19회 미쟝센 단편 영화제     | 명예심사위원 |      |

## 팬미팅
| 연도 | 공연명              | 국가       | 도시         | 장소                           | 비고  |
| ---- | ------------------- | ---------- | ------------ | ------------------------------ | ----- |
| 2011 | 이제훈 팬미팅       | 대한민국   | 서울         | 상명대 상명아트센터 대신홀     |       |
| 2012 | 이제훈 팬미팅       | 대한민국   | 서울         | 종로 서울극장                  |       |
| 2015 | 이제훈 팬미팅       | 대한민국   | 서울         | 합정 아르떼홀                  |       |
| 2016 | HOONIST ARE U       | 대한민국   | 서울         | 광운대 동해문화예술회관 대극장 |       |
| 2017 | SUMMER PICNIC       | 대한민국   | 서울         | 이화여대 삼성홀                | 2회차 |
| 2018 | HOME                | 대한민국   | 서울         | 연세대 백주년기념관 콘서트홀   | 2회차 |
| 2019 | FALL INTO YOU       | 대한민국   | 서울         | 상명대 상명아트센터 계당홀     |       |
| 2022 | ON THE SCENE        | 태국       | 방콕         | Central World Live             | 2회차 |
| 2022 | GREETING TO YOU     | 대한민국   | 서울         | 연세대 백주년기념관 콘서트홀   | 2회차 |
| 2023 | VACATION            | 필리핀     | 마닐라       | New Frontier Theatre           |       |
| 2023 | VACATION            | 인도네시아 | 자카르타     | Ballroom Pullman Hotel         |       |
| 2023 | VACATION            | 싱가포르   | 싱가포르     | Stephen Riady Auditorium       | 2회차 |
| 2023 | VACATION            | 대만       | 타이페이     | ZEPP NEW TAIPEI                |       |
| 2023 | SOME MORE, SUMMER   | 대한민국   | 서울         | 블루스퀘어 마스터카드홀        | 2회차 |
| 2023 | SOME MORE, SUMMER   | 마카오     | 마카오       | H853 Entertainment Place       |       |
| 2023 | WEEKEND WITH JEHOON | 일본       | 도쿄         | IINO HALL                      | 2회차 |
| 2024 | JEHOON’s Favorite   | 대한민국   | 서울         | 연세대학교 대강당              | 2회차 |
| 2024 | JEHOON’s Favorite   | 태국       | 방콕         | MCC HALL THE MALL BANGKAPI     |       |
| 2024 | JEHOON’s Favorite   | 말레이시아 | 쿠알라룸푸르 | Plenary Hall, KLCC             |       |
| 2024 | JEHOON’s Favorite   | 대만       | 타이페이     | TICC                           |       |
| 2024 | JEHOON’s Favorite   | 일본       | 도쿄         | Yurakucho Yomiuri Hall         | 2회차 |
| 2024 | JEHOON’s Favorite   | 일본       | 오사카       | Matsushita IMP Hall            | 2회차 |

## 그 외 활동

### 연출
- 2021년 단편영화 《언프레임드 : 블루 해피니스》 : 왓챠 오리지널 개봉

### 도서
- 2022년 에세이집 <배우___의 방> : 저자 정시우, 이제훈 외[25]

### 오디오 도슨트
- 2015년-2016년 풍경으로 보는 인상주의展 (예술의전당 한가람디자인미술관)[26]

- 2021년-2022년 칸딘스키ㆍ말레비치& 러시아 아방가르드: 혁명의 예술展 (세종문화회관 미술관)

### 영화 더빙
- 2012년 영화 《가디언즈》: 잭 프로스트 역

### 오디오 시네마
- 2020년 《그대 곁에 잠들다》 : 이유신 역 (네이버 플랫폼)[27]
- 2021년 《층》: 김강호 역 (네이버 VIBE)

### 오디오 북
- 2019년 노르웨이의 숲 (무라카미 하루키, 네이버)[28]
- 2019년 전나무 (한스 크리스티안 안데르센, 네이버)[29]
- 2020년 카르마 폴리스 (홍준성, 밀리의 서재)
- 2020년 블랙 쇼맨과 이름 없는 마을의 살인 (히가시노 게이고, 밀리의 서재)

### 내레이션
- 2019년 MBC 특별기획 다큐 <기억·록, 100년을 탐험하다> (2월 10일)
- 2019년 JTBC 특집다큐 DMZ : 프롤로그
- 2019년 영화 <파바로티> 예고편
- 2021년 MBC 특집다큐 <당신의 위시리스트, 지구의 미래를 바꾸다>
- 2021년 SBS 스페셜 다큐 <불멸의 시대>
- 2022년 영화 <나일 강의 죽음> 예고
- 2023년 JTBC 특집다큐 <부산의 일곱가지 비밀>
- 2024년 KBS 2 교양 <한국인의 밥상> : 가을 건강 밥상 편 (10월 10일)

## 수상 및 후보
| 연도 | 시상식                                    | 부문                                         | 작품                                | 결과 |
| ---- | ----------------------------------------- | -------------------------------------------- | ----------------------------------- | ---- |
| 2011 | 제20회 부일영화상                         | 신인 남자연기상                              | 고지전                              | 수상 |
| 2011 | 제20회 부일영화상                         | 베스트 드레서상                              | 빈칸                                | 수상 |
| 2011 | 제48회 대종상                             | 신인남우상                                   | 파수꾼                              | 수상 |
| 2011 | 제48회 대종상                             | 신인남우상                                   | 고지전                              | 후보 |
| 2011 | 제31회 한국영화평론가협회상               | 신인남우상                                   | 고지전                              | 수상 |
| 2011 | 제32회 청룡영화상                         | 신인남우상                                   | 파수꾼                              | 수상 |
| 2011 | 제19회 대한민국문화연예대상               | 영화부문 남자 신인연기상                     | 파수꾼                              | 수상 |
| 2011 | 씨네21 영화상                             | 올해의 남자신인배우                          | 고지전, 파수꾼                      | 수상 |
| 2012 | 제3회 올해의 영화상                       | 신인남우상                                   | 파수꾼                              | 수상 |
| 2012 | 제6회 아시안 필름 어워즈                  | 남우조연상                                   | 고지전                              | 후보 |
| 2012 | 제48회 백상예술대상                       | 영화부문 남자 신인연기상                     | 건축학개론                          | 후보 |
| 2012 | 제6회 Mnet 20's Choice                    | 20's 무비 스타 남자부문                      | 건축학개론                          | 수상 |
| 2012 | 제16회 부천국제판타스틱영화제             | 판타지아 어워드                              | 건축학개론                          | 수상 |
| 2014 | 제10회 제천국제음악영화제                 | 음악영화 배우상                              | 파파로티                            | 수상 |
| 2014 | CGV아트하우스 개관식                      | 독립영화 라이징 스타 감사패                  | 파수꾼                              | 수상 |
| 2014 | SBS 연기대상                              | 대상                                         | 비밀의 문: 의궤 살인 사건           | 후보 |
| 2014 | SBS 연기대상                              | 장편드라마부문 남자 최우수연기상             | 비밀의 문: 의궤 살인 사건           | 수상 |
| 2014 | SBS 연기대상                              | 10대 스타상                                  | 비밀의 문: 의궤 살인 사건           | 수상 |
| 2016 | KAFA 장편과정 시상식                      | 특별공로상                                   | 파수꾼                              | 수상 |
| 2016 | tvN10 어워즈                              | 남자배우상                                   | 시그널                              | 후보 |
| 2016 | tvN10 어워즈                              | PD's 초이스 드라마부문                       | 시그널                              | 수상 |
| 2016 | 제52회 백상예술대상                       | TV부문 남자 인기상                           | 시그널                              | 후보 |
| 2016 | 제1회 아시아 아티스트 어워즈              | 베스트 셀러브리티 배우 부문                  | 시그널                              | 후보 |
| 2016 | 제6회 CINE ICON: KT&G 상상마당 배우기획전 | ICON OF THE YEAR                             | 탐정 홍길동                         | 수상 |
| 2016 | 제5회 스타의밤 대한민국톱스타상           | 한국영화 인기스타상                          | 탐정 홍길동                         | 수상 |
| 2017 | 제26회 부일영화상                         | 남우주연상                                   | 박열                                | 후보 |
| 2017 | 제5회 BIFF 마리끌레르 아시아스타어워즈    | 아시아 스타상                                | 박열                                | 수상 |
| 2017 | 제17회 대한민국청소년영화제               | 인기영화인 남자배우부문 대상                 | 박열                                | 수상 |
| 2017 | 제54회 대종상                             | 남우주연상                                   | 박열                                | 후보 |
| 2017 | 제20회 국제엠네스티언론                   | 특별상                                       | 아이 캔 스피크                      | 수상 |
| 2018 | 2018 레지스탕스 영화제                    | 베스트 엑터상                                | 박열, 아이 캔 스피크                | 수상 |
| 2018 | 제38회 황금촬영상                         | 촬영감독이 선정한 남자인기상                 | 아이 캔 스피크                      | 수상 |
| 2018 | SBS 연기대상                              | 월화드라마부문 남자 최우수연기상             | 여우각시별                          | 수상 |
| 2019 | 제53회 납세자의 날 기념식                 | 모범납세자 대통령 표창                       | 빈칸                                | 수상 |
| 2020 | 제56회 백상예술대상                       | 영화부문 남자 최우수연기상                   | 사냥의 시간                         | 후보 |
| 2021 | 제48회 한국방송대상                       | 인기 연기자상                                | 모범택시                            | 후보 |
| 2021 | 제12회 대한민국 대중문화예술상            | 문화체육관광부장관 표창                      | 모범택시                            | 수상 |
| 2021 | 제3회 아시아콘텐츠어워즈                  | 올해의 남자배우상                            | 무브 투 헤븐: 나는 유품정리사입니다 | 수상 |
| 2021 | 2021 Asian Academy Creative Awards        | 남우주연상                                   | 무브 투 헤븐: 나는 유품정리사입니다 | 수상 |
| 2021 | SBS 연기대상                              | 대상                                         | 모범택시                            | 후보 |
| 2021 | SBS 연기대상                              | 미니시리즈 장르·판타지부문 남자 최우수연기상 | 모범택시                            | 수상 |
| 2022 | 제8회 아시아태평양 스타 어워즈            | 미니시리즈부문 남자 최우수연기상             | 모범택시                            | 후보 |
| 2022 | 제1회 청룡시리즈어워즈                    | 남우주연상                                   | 무브 투 헤븐: 나는 유품정리사입니다 | 후보 |
| 2023 | 제3회 대한민국 착한 기부자상              | 행정안전부장관 표창                          | 빈칸                                | 수상 |
| 2023 | 제9회 BIFF 아시아스타어워즈               | 아시아 스타상                                | 모범택시 2                          | 수상 |
| 2023 | 제5회 뉴시스 한류엑스포                   | 문화체육관광부 장관상                        | 모범택시 2                          | 수상 |
| 2023 | SBS 연기대상                              | 대상                                         | 모범택시 2                          | 수상 |
| 2023 | SBS 연기대상                              | 시즌제드라마부문 남자 최우수연기상           | 모범택시 2                          | 후보 |
| 2024 | 엘르 스타일 어워즈 2024                   | ELLE MAN OF THE YEAR                         | 수사반장 1958, 탈주                 | 수상 |
| 2024 | 제15회 대한민국 대중문화예술상            | 국무총리 표창                                | 수사반장 1958, 탈주                 | 수상 |
| 2024 | 제44회 황금촬영상                         | 촬영감독이 선정한 남자 인기상                | 탈주                                | 수상 |
| 2024 | 제45회 청룡영화상                         | 남우주연상                                   | 탈주                                | 후보 |
| 2024 | MBC 연기대상                              | 대상                                         | 수사반장 1958                       | 후보 |
| 2024 | MBC 연기대상                              | 미니시리즈부문 남자 최우수연기상             | 수사반장 1958                       | 수상 |
| 2024 | MBC 연기대상                              | 베스트 커플상 (with 이동휘)                  | 수사반장 1958                       | 후보 |
| 2025 | 제3회 한국예술영화관협회 어워드           | 프렌즈상                                     | 제훈씨네                            | 수상 |